# Le nâu bụng đen
Le nâu bụng đen (danh pháp hai phần: Dendrocygna autumnalis là một loài chim thuộc Họ Vịt. Loài này sinh sản từ cực nam Hoa Kỳ và miền trung đến trung nam bộ Nam Mỹ. Tại Mỹ, nó có thể được tìm thấy quanh năm ở các khu vựcn của vùng đông nam Texas, và theo mùa ở phía đông nam Arizona, và Gulf Coast của tiểu bang Louisiana. Nó là một loài sinh sản hiếm hoi tại các địa điểm khác nhau chẳng hạn như Florida, Arkansas, Georgia và Nam Carolina.